# Черних Владислава Валентинівна
Владисла́ва Валенти́нівна Черни́х (28 червня 1994, Харків, Україна — 28 грудня 2022, Бахмут, Донецька область, Україна) — українська медикиня, військовослужбовиця, учасниця російсько-української війни, бойова медикиня і оператор підрозділу БПЛА добровольчого формування територіальної громади «Хартія».

## Життєпис
Народилася 28 червня 1994 року в сім'ї академіка Національної академії наук України, фармацевта Валентина Черних. 
У 2017 році з відзнакою закінчила Харківський національний медичний університет, навчалася на аспірантурі Національного фармацевтичного університету. Працювала над власними дослідженнями в університетських лабораторіях і публікаціями у наукових фахових виданнях.
У травні 2022 року, після початку повномасштабного російського вторгнення в Україну, долучилася до лав сил територіальної оборони як бойова медикиня добровольчого формування «Хартія», де стала першою жінкою в його польовій частині. За час служби перебувала у розвідці і стала пілотом дронів різного призначення, зокрема дронів-розвідників, бомбардувальників і ударних дронів.
У складі підрозділу брала участь у бойових діях під Куп'янськом і на Донбасі, одночасно обіймала посаду медикині та командира групи ударних дронів. Наприкінці 2022 року після вогню ворожого гелікоптера по її екіпажу БПЛА врятувала життя важко пораненого побратима, надавши йому першу допомогу.
Загинула під Бахмутом 28 грудня 2022 року, під обстрілом під час виконання бойового завдання. Громадська панахида за Владиславою Черних проходила у приміщенні фармацевтичного університету, який раніше очолював її батько. 30 грудня похована на 2-му міському цвинтарі в Харкові.

## Нагороди
- Орден «За мужність» III ступеня (14 березня 2023) — за особисту мужність і самовіддані дії, виявлені у захисті державного суверенітету та територіальної цілісності України[9].

## Увічнення пам'яті

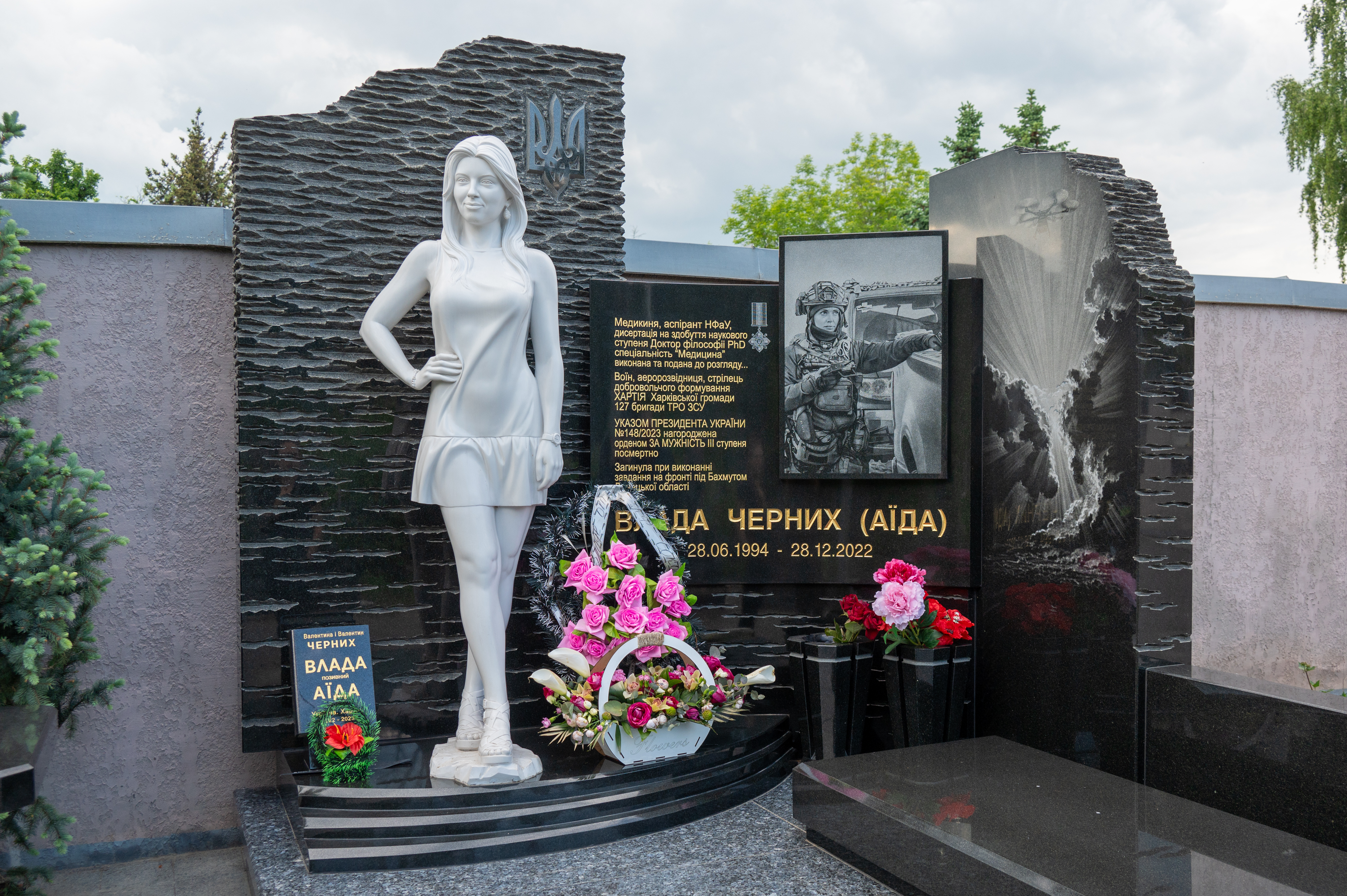
Могила Владислави Черних

- Наприкінці березня 2023 року Харківська міська рада ініціювала обговорення щодо перейменування у місті скверу навпроти будинку № 5 на вулиці Конторській на честь Владислави Черних[10][11]. 13 червня того ж року в місті сквер назвали іменем Владислави Черних[12].
- Особисті речі Владислави «Аїди» Черних експоновані в музеї історії Харківського національного медичного університету[13].
- У Харкові на фасаді будинку за адресою вул. Майка Йогансена, 15 (колишня Лермонтовська вулиця), у 2023 році встановлено меморіальну дошку на честь Владислави Черних[14].